# クロスロード (テレビ制作会社)
有限会社クロスロードは、テレビ番組を制作する会社。主にフジテレビ系列の報道・情報・ドキュメンタリー番組でおなじみの制作を担当している。

## 会社の概要
- 所在地：〒142-0053 東京都品川区中延5-8-2-703
- 設立年月日：1997年10月
- 代表者：鈴木孝

## 所属スタッフ
- 鈴木孝（通称：鈴木カッパ、代表者）
- 志賀一寿（ディレクター）

## 主な制作実績

### テレビ番組

#### 1997年10月 - 1999年12月
レギュラー番組
- めざましテレビ（1994年4月 - 、※業務開始は1997年10月以降）
- FNNニュース555 ザ・ヒューマン（1997年3月 - 、※業務開始は1997年10月以降）
- FNNスーパーニュース（1998年3月 - 2015年3月）
- 報道2001（1992年4月 - 2008年9月、※業務開始は1997年10月以降）
- 情報プレゼンター とくダネ!（1999年4月 - ）
- バツ（1999年10月 - 2000年3月）

スペシャル番組
- FNN選挙スペシャル 激突! 熟女軍団が斬る泣き笑いニッポン列島（1998年7月、第18回参議院議員通常選挙特番）
- FNS1億2700万人の27時間テレビ夢列島〜てれずにいいこと・てれずに楽しく〜 報道2001スペシャル（1998年7月）
- 長嶋対野村 巨人阪神1442戦目の開幕（1998年12月）
- '99美人女子アナ大宴会（1999年1月）
- 日曜スペシャル 石田純一&いしだ壱成のわけありアメリカ親子旅（日本テレビ 1999年11月）

#### 2000年代
レギュラー番組
- わっ!!つNEW（テレビ東京 2001年4月 - 9月）
- めざましどようび（2003年10月 - ）
- くるくるドカン〜新しい波を探して〜（2006年4月 - 9月）
- カワズ君の検索生活（2006年10月 - 2007年3月）
- ザ・ベストハウス123（2006年11月 - 2012年3月）
- 新報道プレミアA（2007年4月 - 2008年6月）
- ショーパン 火曜日（2007年10月 - 2008年9月）
- 百識王（2008年4月 - 2013年9月）
- 新報道2001（2008年10月 - 2018年3月）
- 情報エンタメLIVE ジャーナる!（2009年10月 - 2010年3月）

スペシャル番組
- FNN総選挙スペシャル（2000年6月、第42回衆議院議員総選挙特番）
- 聖域なき生直撃 FNN真夏の大変革 小泉維新に骨太審判（2001年7月、第19回参議院議員通常選挙特番）
- FNN踊る大選挙戦（2003年11月、第43回衆議院議員総選挙特番）
- FNN踊る大選挙戦2004（2004年7月、第20回参議院議員通常選挙特番）
- FNN選挙WARS〜改革の最終審判〜（2005年9月、第44回衆議院議員総選挙特番）
- 写真物語（2006年12月 - 2007年10月、過去2回放送）
- FNNスーパー選挙王（2007年7月、第21回参議院議員通常選挙特番）
- 大みそか列島縦断LIVE 景気満開テレビ（2008年12月31日 - 、大晦日朝の特番）
- FNNスーパー選挙2009 審判の日（2009年8月、第45回衆議院議員総選挙特番）

#### 2010年代
レギュラー番組
- Mr.サンデー（2010年4月 - ）
- ノンストップ!（2012年4月 - ）
- 未来ロケット（2014年4月 - 2015年3月）
- みんなのニュース（2015年3月 - 2018年3月）
- 水曜歌謡祭（2015年4月 - 9月）
- Love music（2015年10月 - ）
- ユアタイム（2016年4月 - 2017年9月）

スペシャル番組
- お台場APPSラボ（2010年5月 - ）
- FNN踊る大選挙戦2010（2010年7月、第22回参議院議員通常選挙特番）
- FNN総選挙2012 ニッポンの決意 JAPAN'S DECISION（2012年12月、第46回衆議院議員総選挙特番）
- FNN参院選 真夏の決断2013（2013年7月、第23回参議院議員通常選挙特番）
- FNN衆院選2014 THE SENKYO 〜ニッポンをしゃべり倒す!〜（2014年12月、第47回衆議院議員総選挙特番）
- 2015 FNSうたの夏まつり（2015年8月）
- FNN参院選 みんなの選挙2016（2016年7月、第24回参議院議員通常選挙特番）
- 2016 FNSうたの夏まつり（2016年7月）
- 2016 FNS歌謡祭（2016年12月）
- FNN選挙特番 ニッポンの決断!2017（2017年10月、第48回衆議院議員総選挙特番）